# Complete active space
In chimica quantistica, con Complete Active Space si intende un tipo di classificazione degli orbitali molecolari in uno spazio di Hilbert. Gli orbitali spaziali sono classificati in tre categorie:
- core, dei livelli più interni e sempre occupati da due elettroni
- attivi, possono contenere zero, uno o due elettroni
- virtuali, dei livelli più esterni e sempre privi di elettroni

Questa classificazione permette di sviluppare un insieme di determinanti di Slater utili per la descrizione di una funzione d'onda come combinazione lineare di tali determinanti. Grazie alla libertà di occupazione garantita per gli orbitali attivi, un certo numero di elettroni possono occupare gli orbitali attivi secondo appropriate distribuzioni, dando origine ad uno spazio di determinanti di dimensione finita. Gli orbitali di core sommati a quelli virtuali definiscono uno spazio inattivo, mentre gli orbitali attivi definiscono uno spazio attivo (di valenza). La funzione d'onda risultante è di natura multireference, e possiede particolari proprietà rispetto ad altri schemi di selezione multireference.
La classificazione "attivo" può, in principio, essere estesa a tutti gli orbitali, ottenendo così un trattamento Full CI. In pratica, questa possibilità è limitata dall'eccessivo peso computazionale necessario per ottimizzare una funzione d'onda di tipo Full CI su molecole anche di piccole dimensioni.
Una funzione d'onda CAS viene convenzionalmente usata per ottenere una prima approssimazione della così chiamata correlazione statica, che rappresenta il contributo per rappresentare correttamente la dissociazione dei legami chimici. Ciò richiede l'inclusione, nella funzione d'onda, di configurazioni elettroniche di marcata importanza. La correlazione dinamica rappresenta invece il contributo all'energia portato dalle interazioni istantanee tra elettroni. Tale contributo è solitamente ridotto, e viene tenuto in considerazione per mezzo di valutazioni di tipo perturbativo, come il CASPT2 e la NEVPT.

## Active Space ristretto
Quando il numero di combinazioni lineari di determinanti di Slater aumenta rapidamente col numero di orbitali attivi, in relazione al costo computazionale, può essere conveniente utilizzare un numero di combinazioni più piccolo. Il metodo active space ristretto utilizza un numero ristretto di elettroni in un certo subspazio. Si può, ad esempio, considerare solamente eccitazioni singole o doppie da alcuni sottoinsiemi di orbitali attivi fortemente occupati, o restringere il numero di elettroni in ogni sottoinsieme di orbitali attivi.